# Florian Knorn

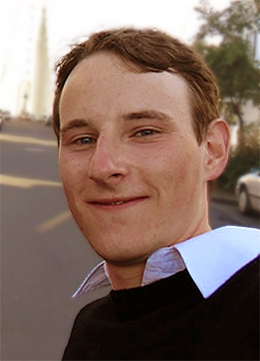
Florian Knorn (2007)

Florian Knorn (* Dezember 1981 in Berlin) ist ein deutscher Schauspieler, Synchronsprecher und Fotograf.

## Leben
Knorn besuchte das Französische Gymnasium Berlin, wo er sein Abitur sowie das Baccalaureat machte. An der Otto-von-Guericke-Universität Magdeburg studierte Knorn Kybernetik und schloss das Studium 2006 als Diplom-Ingenieur ab. Er promovierte 2011 am Hamilton-Institut der National University of Ireland, Maynooth (Irland) und arbeitete anschließend in Newcastle (Australien) und Uppsala (Schweden). Er lebt seit 2019 wieder in Berlin.

## Schauspiel- und Synchrontätigkeit
Als Schauspieler war Knorn unter anderem in dem Film Karl May als junger Karl May zu sehen.
Als Synchronsprecher war Knorn unter anderem in Serien wie Angel – Jäger der Finsternis und Stargate – Kommando SG-1 zu hören. Im Anime-Bereich kennt man seine Stimme zum Beispiel als Tai aus Digimon Adventure oder als Jet aus Avatar – Der Herr der Elemente.
Für die deutsche Synchronisation von Digimon Adventure tri. und Digimon Adventure: Last Evolution Kizuna wurde Knorn wieder für die Stimme von Tai verpflichtet.
Seit 2024 spricht er die männliche Stimme des Hauptcharakters Ranma Saotome in der Wiederauflage der Anime-Serie Ranma 1/2 auf Netflix.

## Filmografie
- 1988: Friedrichstadt Palast
- 1992: Karl May als Junger Karl May
- 1992: Von Herz zu Herz
- 1995: Das Gespenst von Flatterfels

## Synchronarbeiten (Auswahl)
- 1999: Digimon … Taichi Yagami / Tai Yagami für Toshiko Fujita
- 2000: Digimon 02 … Taichi Yagami / Tai Yagami für Toshiko Fujita
- 1999–2003: The Tribe … Hawk für Sam Kelly
- 2000–2002: Eine himmlische Familie … Mike Pierce für Jeremy Lelliott (10 Folgen)
- 2002: Peter Pan: Neue Abenteuer in Nimmerland … Peter Pan für Blayne Weaver
- Angel – Jäger der Finsternis … Connor für Vincent Kartheiser
- Avatar – Der Herr der Elemente … Jet
- 2003: Stargate – Kommando SG-1 … Jack O'Neill für Michael Welch
- Dragon Ball Z … Pigero (in Episode 016)
- Disneys Fillmore … Orgy Samson (u. a. in Episode 2)
- seit 2024: Ranma 1/2 (Remake) als Ranma Saotome (männlich) für Kappei Yamaguchi